# (66671) Sfasu
(66671) Sfasu est un astéroïde de la ceinture principale.

## Description
(66671) Sfasu est un astéroïde de la ceinture principale. Il fut découvert le 15 octobre 1999 à Nacogdoches par W. D. Bruton et Michael L. Johnson. Il présente une orbite caractérisée par un demi-grand axe de 2,38 UA, une excentricité de 0,30 et une inclinaison de 21,3° par rapport à l'écliptique.

## Compléments